# Steak au poivre

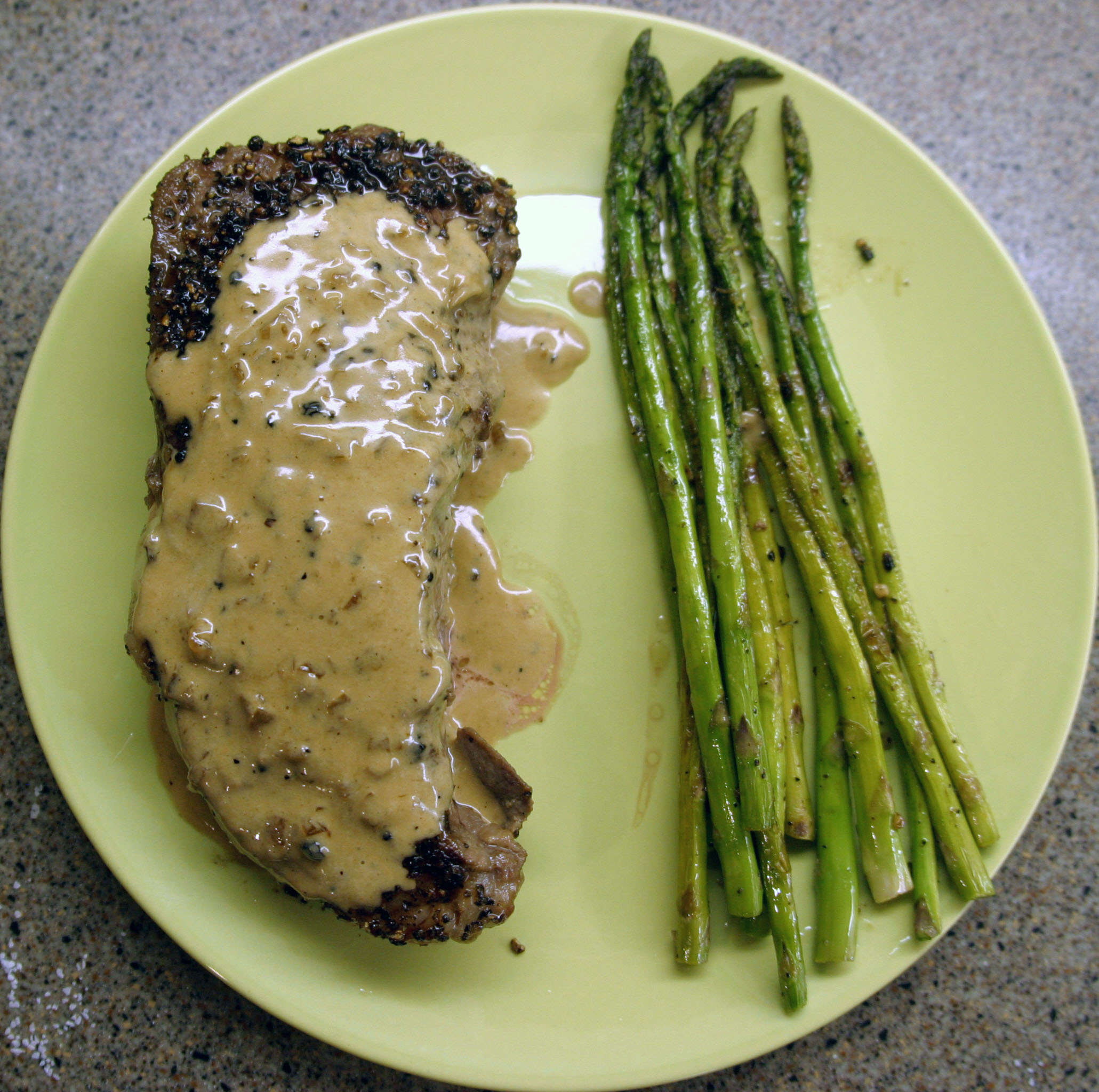
Steak au poivre

Steak au poivre (pepparstek) är en fransk maträtt som består av en stek, traditionellt oxfilé, som täcks med löst stötta pepparkorn och sedan tillagas. Pepparkornen bildar en skorpa på steken när den är tillagad. Vanligtvis tillagas steken i en het stekpanna med lite smör och olja att steka i. Steken skall stekas på en hög temperatur så att utsidan blir klar snabbt medan insidan är blodig till lätt stekt varpå den lämnas att vila för några minuter innan den serveras.